# Live Rounds in Tokyo
Live Rounds in Tokyo är ett livealbum av musikgruppen The Haunted. Albumet släpptes den 10 december 2001 och är inspelat under en konsert i Akasaka Blitz i Tokyo, Japan den 16 november 2000.

## Låtlista
1. "Intro" - 0:25
2. "Dark Intentions" - 1:27
3. "Bury Your Dead" - 3:17
4. "Chasm" - 3:13
5. "Trespass" - 3:53
6. "Shattered" - 3:47
7. "Hollow Ground" - 4:27
8. "Choke Hold" - 3:29
9. "Leech" - 4:39
10. "In Vein" - 4:10
11. "Revelation" - 1:51
12. "Bullet Hole" - 4:12
13. "Silencer" - 3:34
14. "Three Times" - 3:02
15. "Undead" - 2:13
16. "Hate Song" - 3:23
17. "Eclipse" - 2:54 (studioinspelat bonusspår)